# Pennywise
Pennywise és un grup de punk rock americà format el 1988. El seu nom prové de la novel·la de terror de Stephen King, It, en la qual Pennywise el Pallasso Ballarí és un monstre. El 1989, en la formació inicial de la banda s'incloïen els següents components: Jim Lindberg (veus), Fletcher Dragge (guitarra), Byron McMackin (bateria) i Jason Thirsk (baix).

## Lletres
Les lletres de Pennywise tenen dos temes principals: Protesta Política (per exemple la canço 𝘙𝘦𝘷𝘰𝘭𝘶𝘵𝘪𝘰𝘯 " Revolució" en Català). I en "coses de la vida" (Per exemple la canço 𝘙𝘦𝘢𝘴𝘰𝘯𝘴 𝘵𝘰 𝘣𝘦𝘭𝘪𝘷𝘦 " Raons per a creure" en Català).

## Discografia
| Any  | Àlbum             | Discogràfica |
| ---- | ----------------- | ------------ |
| 1991 | Pennywise         | Epitaph      |
| 1993 | Unknown Road      | Epitaph      |
| 1995 | About Time        | Epitaph      |
| 1997 | Full Circle       | Epitaph      |
| 1999 | Straight Ahead    | Epitaph      |
| 2001 | Land of the Free? | Epitaph      |
| 2003 | From the Ashes    | Epitaph      |
| 2005 | The Fuse          | Epitaph      |
| 2008 | Reason to Believe | Epitaph      |
| 2012 | All or Nothing    | Epitaph      |
| 2014 | Yesterdays        | Epitaph      |
| 2018 | Never Gonna Die   | Epitaph      |

### EPs
- A word from the Wise - 1989
- Wildcard - 1992

### Singles
- Homesick - 1993
- Same Old Story - 1995
- Society - 1997
- Alien - 1999
- Victim of Reality - 2000
- Fuck Authority - 2001
- Divine Intervention - 2001
- My God - 2002
- Yesterdays - 2003
- Disconnect - 2005